# 黎中
黎中（1930年7月—），男，河北玉田人，中华人民共和国政治人物，曾任国务院“三西”地区农业建设领导小组副组长，国务院贫困地区经济开发领导小组副组长，甘肃省政协副主席。